# Zdeněk Izer
Zdeněk Izer (* 7. září 1966 Praha) je český komik, bavič, imitátor, dabér a moderátor. Jeho doménou jsou parodie známých televizních pořadů, v nichž napodobuje moderátory, zpěváky, politiky a další osobnosti.

## Životopis
V mládí nebyl přijat na Střední grafickou školu, a tak se vyučil automechanikem.

### Kariéra
Jako komik se poprvé proslavil počátkem 90. let, kdy parodoval politické a společenské dění z doby dělení Československa. Vydal také sérií audionahrávek Policejní akademie 93 a Bezva parta – Maňas ve fabrice s pokračováním Maňas a revoluce 95. 
Jeho televizní začátky jsou spojeny především s Českou televizí, kde byl častým hostem v pořadu Šance. V tomto pořadu mezi lety 1994 a 2000 vytvořil řadu scének se svým dlouholetým uměleckým partnerem Markem Dobrodinským. Jejich doménou se staly parodie televizních pořadů jako Receptář, Tak neváhej a toč!, na TV Nova pořady 7 čili 7 dní, Volejte řediteli, Televizní noviny nebo Tabu, a na TV Prima parodovali pořady jako Nikdo není dokonalý a Mňam či Carusošou. V hudebních parodiích se Izer na pódiu měnil v české nebo zahraniční zpěváky populární hudby, například Láďu Křížka nebo Andreu Bocelliho. Ve svém podání duetu „Láska prý“ vystoupil ve dvojroli Karla Černocha a Petera Dvorského.
Po úspěchu v pořadu Šance dostala dvojice Izer–Dobrodinský vlastní pořad se skrytou kamerou Na palmě! (2000).
Po rozchodu s Dobrodinským[kdy?] přešel Izer na stanici TV Prima, kde od roku 2003 uváděl sérii zábavních televizních pořadů Telebazar (2003), Kinobazar (2004), Pípšoubazar (2005), Jen blbni (2006), to i s partnerem Petrem Freundem, nebo Skečbar (2010) s Nelou Boudovou. V roce 2012 dostal na TV Pětka svůj pořad, který se jmenoval Buřtcajk (zde s ním vystupovali Milan Pitkin, Šárka Vaňková, Zdeněk Vencl nebo Hana Křížková); TV Pětka však po necelém půlroce přestala vysílat. V letech 2008–2014 se několikrát objevil v popůlnočním silvestrovském pořadu České televize U muziky na Silvestra, kde vystoupil jako vypravěč vtipů všeho druhu. Objevil se jako host televizních pořadů Zázraky přírody nebo Vtip za stovku a účinkoval také v reklamě.
V současné době po republice vystupuje se svými pořady Zdeněk Izer a Autokolektiv a Zdeněk Izer na plný coole. Dříve vystupoval ve dvojici se Šárkou Vaňkovou, od roku 2017 vystupuje sólově.

### Osobní život
Z otcova druhého manželství má polorodou sestru Lucii (* 1990).[zdroj⁠?!]
Od 15. srpna 2003 je podruhé ženatý, s manželkou Olgou má dceru Laru (* 2004).[zdroj⁠?!]

## Dílo

### Policejní akademie
V 90. letech 20. století v autorské spolupráci s Markem Dobrodinským a Marcelem Zmožkem vytvořil audiosérii Policejní akademie. Nosnou kostrou nahrávek jsou vtipy, kolem kterých je obalena jednoduchá příběhová linka. Vtipy jsou nejrůznějšího ražení, většinu prostoru zabírají vtipy o policistech, ale i národnostních menšinách, sexu apod. Hlavní postavou celé série je kapitán Luděk Sobota, doprovázený postavičkami policejních nováčků. Jeho úkolem je vycvičit své frekventanty tak, aby byli v nejbližší možné době připraveni řešit samostatně ostré akce. V průběhu výcviku se setkávají s nejrůznějšími komickými situacemi a úděly policistů. Všechny postavy mluví sám Izer. Do série byly zakomponovány i skutečné události, které se odehrály v Česku v 90. letech, např. útok na restauraci McDonald's, krádež zbraní a střeliva v Holešově, nebo různé fenomény té doby (skořápky, prostituce, rozvoj podnikání apod.). Série se částečně dotýkala i fungování policejního sboru za komunistického režimu (např. násilí při výslechu). Kromě audionahrávek vznikl v roce 1993 i film Česká policejní akademie 1.
V průběhu celé série pak odkazovala či parodovala různé postavy tehdejší politické sféry i kulturního světa (Hlavní hrdina Luděk Sobota, postava majora Zemana v prvních dílech, politika Miloše Zemana v pokračováních apod.). Autoři si neodpustili ani parodii na silně věřícího Jiřího Zmožka, otce spoluautora scénářů Marcela Zmožka, který je v sérii představen jako podplukovník Zbrožek, který neustále inklinuje od jednoho náboženství ke druhému a pronáší věty jako „Ježíš tě miluje, vole, haleluja!“.
Seznam dílů (Zmožek se podílel pouze na prvních dvou dílech, Dobrodinský na všech do roku 2000):
- Policejní akademie (na kazetě 1993, nově nahraná reedice na CD 1999)[4]
- : Celkem šest nováčků se hlásí k policii. Je zde Rom Arpád Demeter, který nemá kde bydlet a slibuje si, že přihláška k policii mu vyřeší bytovou nouzi, Alois Maňas (zástupce velmi nízkého IQ), který chce být policajtem, Ing. Jan Prouza, kterému zrušili výzkumný ústav (hlas podobný Zdenku Svěrákovi, zástupce velmi vysokého IQ). Tyto postavy doplňují Drahoš Vojtek, Moravák a Tibor Meszány, Slovák.
- Policejní akademie II. (na kazetě 1993, nově nahraná reedice na CD 1999)[5]
- Policejní akademie III. (na kazetě 1994, reedice na CD 2009)[6]
- : Policajti vytvoří jednotku zvláštního nasazení. Velitelem jednotky zůstane poručík Sobota, náčelníkem bude Zbrožek a čekají je ty nejnáročnější případy (vražda J. F. Kennedyho, ukradené zbraně z Holešova apod.). Místo vyšešení se však zapletou do krádeží a prodeje zbraní. V závěru dílu zní hlas soudce, který trestá všechny členy skupiny vězením. Jediný Maňas je zproštěn viny, avšak zbaven svéprávnosti a je mu uloženo doživotní psychiatrické léčení.
- Městská policejní akademie (na kazetě a CD 1998)[7]
- : Zbrožek v tomto dílu dělá feldkuráta u městské policie a je náboženským fanatikem - hlásá o strážné věži. Postupně vystřídá hinduismus, islám i satanismus.
- Maňas fór ministr aneb Mněská policejní akademie II (na CD 2000)[8]
- :Strážníci mají za úkol dohlížet na Miloše Zemana v průběhu jeho prezidentské kampaně. Za odměnu dostanou lístky na Matějskou pouť.
- Divoké policejní sny aneb Poslední (městská) policejní akademie (na CD 2002)[9]
- :Sobotovi se zdají nejrůznější sny, například o únosu letadla teroristou nebo o létajícím policejním kole. Všechny mají jednoho společného jmenovatele – Zbrožka. Sobota už se nemůže dočkat, až bude ráno a on bude moci jít v klidu do práce.

## Filmografie
- Česká policejní akademie 1 (1993)
- Hitparáda humoristů 1 (1993)
- Hitparáda humoristů 2 (1993)
- Myslivecká Videohitparáda 1 (1993)
- Zdeněk Izer Show 1 a 2 (1993)
- Kanál Izer I (1994)
- 7 dní čili tejden live (1997)
- Menší krize v televize !? (2001)
- Kdo jinému jámu jámu, sám do ní sám (2004)

## Diskografie
- Ve dne zataženo, v noci roztaženo aneb co týden dal 1, 2 (1992)
- Ve dne zataženo, v noci roztaženo aneb co týden dal 3 (1993)
- Policejní akademie 1, 2 a 3 (1993–1994)
- Hospoda u Nemravy 1, 2 a 3 (1993)
- namluvil Velmi nemravné vtipy (1994)
- Bezva parta aneb Maňas ve fabrice (1995)
- Bezva parta 2 aneb Maňas a revoluce (1995)
- 7 dní, čili tejden (1997)
- Humory z Lán (1997)
- Městská policejní akademie (1998)
- Posloucháte studio Izerka (1999)
- Maňas fór ministr aneb Mněská policejní akademie II (2000)
- Divoké policejní sny aneb Poslední policejní akademie (2002)
- Nemocnice na kraji vesnice 1 (2003)
- Nemocnice na kraji vesnice 2 (2005)
- Zavolej mi do ředitelny (2006)
- Nechtěná mise na Mars (2008)
- Buřtcajk (2012)

## Divadlo
- Izerská padesátka (2002–2004)
- Týdeník TelevIZER (2004–2005)
- muzikál Angelika – Geno (2007–2010)
- Po plastice pípl [10]
- muzikál Baron Prášil – Nomen

## Dabing, film
- Terkel má problém (2004, Dánsko) – otec, matka, sestra, strýček Stewart

## Dabing, počítačové hry
- adventura Horké léto (1998) – Honza Majer
- Horké léto 2 (1999; s Miluší Bittnerovou)
- Polda 5 – více postav
- Neoficiální dabing pro hru Counter-Strike verze 1.5 („Bacha kluci, bouchne to!“, „Nepřítel na sračky!“, „Tak jsme se tu zase sešli!“, „Ale prdy!“)